# Klub Sportowy Polonia Wilno
Il Klub Sportowy Polonia Wilno (in polacco Club Sportivo "Polonia" Vilnius), noto anche col nome lituano Futbolo Flubas Polonija Vilnius, o più comunemente Polonia Vilnius, era una società calcistica lituana con sede a Šilutė, in Lituania.

## Storia
È il club della minoranza linguistica polacca. Ha assunto varie denominazioni:
- 1990-1993 – Polonia
- 1994 – Polonia-Janušas
- 1995-1998 – Polonia
- 1999 – Ardena
- 2000-2014 – Polonia

Ha partecipato alla A Lyga (massima serie del campionato lituano di calcio) nel 1999 e nel 2000; tra il 2001 e il 2005 divenne la formazioni riserve dello Žalgiris, mentre dal 2006 tornò indipendente.
Nel 2014 cessò le attività

## Palmarès

### Competizioni nazionali
- 1 Lyga: 2

2001-2002, 2003
- 2 Lyga: 1

2011